# 大洞乡
大洞乡，是中华人民共和国江西省九江市武宁县下辖的一个乡镇级行政单位。

## 行政区划
大洞乡下辖以下地区：
畈上村、鲁桥村、箬田村、彭坪村和岭下村。